# Hypomeeting 2024
Hypomeeting 2024 – 49. edycja mityngu lekkoatletycznego w wielobojach, który odbył się 18 i 19 maja w Götzis w Austrii. Zawody były zaliczane do cyklu World Athletics Combined Events Tour Gold w sezonie 2024.

## Wyniki
| WL – najlepszy wynik na listach światowych w sezonie \| NR – rekord kraju \| PB – rekord życiowy \| SB – najlepszy wynik w sezonie |

| Konkurencja:           | 1. miejsce    | Rezultat     | 2. miejsce  | Rezultat     | 3. miejsce        | Rezultat     |
| Dziesięciobój mężczyzn | Damian Warner | 8678 pkt. SB | Sven Roosen | 8517 pkt. PB | Johannes Erm      | 8462 pkt. SB |
| Siedmiobój kobiet      | Anouk Vetter  | 6642 pkt. WL | Annik Kälin | 6506 pkt. SB | Michelle Atherley | 6465 pkt. PB |